# Trypethelium nitidiusculum
Trypethelium nitidiusculum är en lavart som först beskrevs av William Nylander och fick sitt nu gällande namn av R. C. Harris. Trypethelium nitidiusculum ingår i släktet Trypethelium och familjen Trypetheliaceae.   Inga underarter finns listade i Catalogue of Life.